# ايسغاه سبز آب (حومة انديمشك)
ایسغاه سبز آب (بالفارسية: ایستگاه‌سبزآب) هي قرية تقع في إيران في منطقة مركزية ريفية. يقدر عدد سكانها بـ 32 نسمة بحسب إحصاء 2016.